# 盐生草
盐生草（学名：Halogeton glomeratus）为苋科盐生草属的植物。分布于中亚地区、蒙古、西伯利亚以及中国大陆的新疆、青海、西藏、甘肃等地，生长于海拔500米至4,200米的地区，多生长在山脚及戈壁滩。

## 异名
- Halogeton glomeratus (M. B.) C. A. Mey. var. tibeticus (Bunge) Grub.